# Catherine Katumbu Furaha
Catherine Kathungu Furaha est une femme politique de la république démocratique du Congo. Elle fait partie des femmes nommées ministres au sein du gouvernement Lukonde par le président Félix Tshisekedi le 12 avril 2021 : elle est à la tête du ministère de la Culture, des Arts et du Patrimoine,